# دلمه‌شده (فیلم)
دلمه‌شده (به انگلیسی: Curdled) فیلمی محصول سال ۱۹۹۶ و به کارگردانی رب برادوک است. در این فیلم بازیگرانی همچون آنجلا جونز، ویلیام بالدوین، بروس رمزی، مل گورهام، لویس چیلیز، دیزی فوئنتس، بری کوربین، لوپیتا فرر، کلی پرستون، جرج کلونی و کوئنتین تارانتینو ایفای نقش کرده‌اند.